# 39860 Aiguoxiang
39860 Aiguoxiang è un asteroide della fascia principale. Scoperto nel 1998, presenta un'orbita caratterizzata da un semiasse maggiore pari a 2,3192192 UA e da un'eccentricità di 0,0935445, inclinata di 6,04004° rispetto all'eclittica.